# Провинциальный парк Макмиллана
Провинциальный парк Макмиллана — провинциальный парк на острове Ванкувер в Британской Колумбии, Канада.

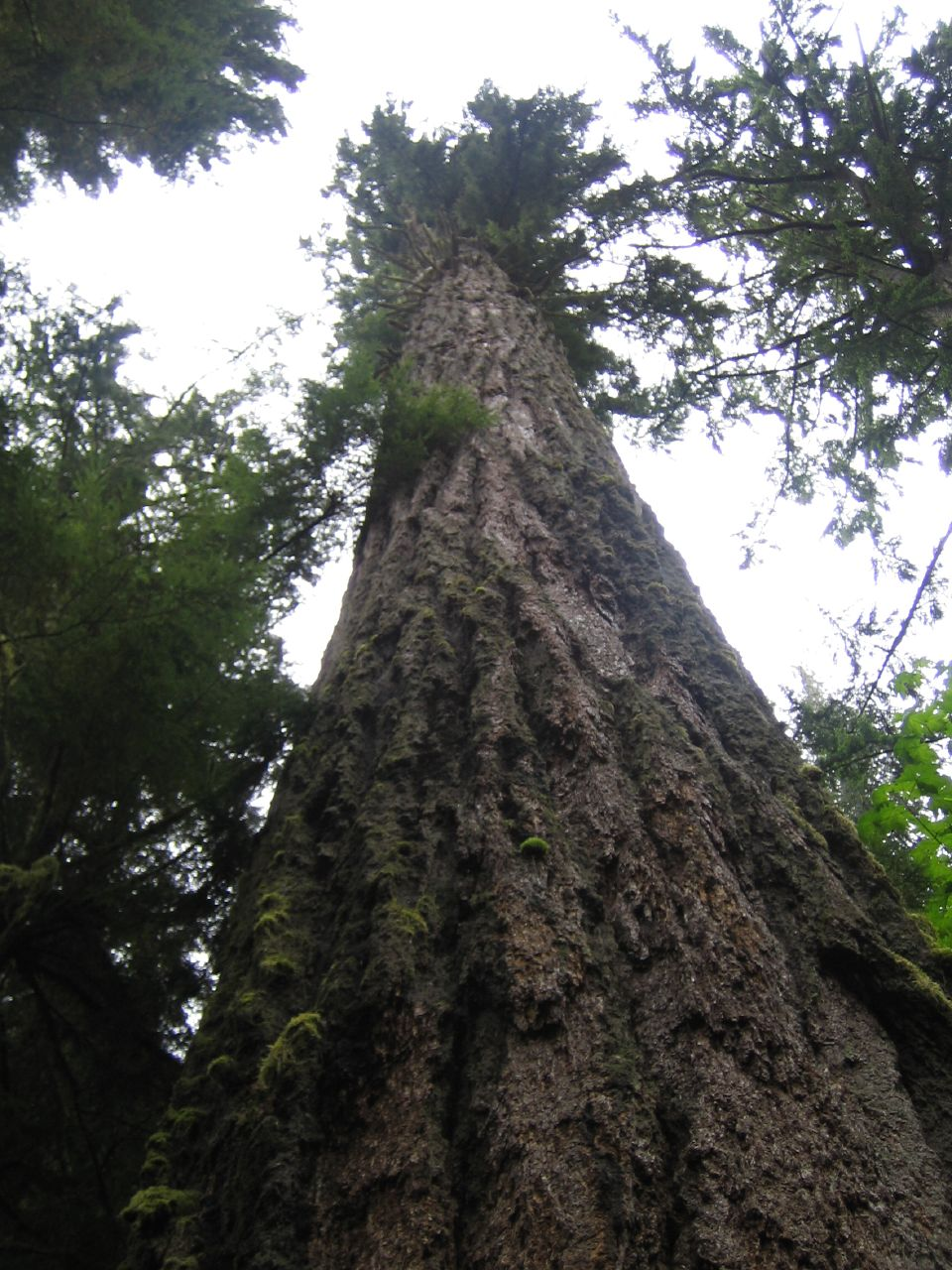
Большая пихта Дугласа в Кафедральной роще

Парк, площадью 301 га, расположен в 25 км западнее Кваликум Бич и в 16 км восточнее Порт Элберни, через парк проходит дорога Хайвей 4. Парк находится на западном берегу озера Кемерон, и защищает дельту реки Кемерон.
В парке растёт известный лес древних псевдотсуг, известный как Кафедральная роща, привлекающий посетителей со всего мира. Некоторые из деревьев имеют возраст более 800 лет, высоту 75 м и обхват 9 м.
Флора парка типична для региона, южнее шоссе растут туи складчатые и крупнолистные клёны. Подлесок включает мелколистную голубику, салал (гаультерия), заманиху ощетиненную. В парке живут несколько видов птиц, включая сов и дятлов; а также млекопитающих — барибалы, вапити и пумы. В реке и озере Кемерон водятся разные виды форели.
Кафедральная роща была популярным местом задолго до создания парка. Она была частью лесных угодий лесопромышленника Х. Р. Макмиллана. В 1944 году он подарил 136 га земли правительству провинции. Спустя три года, в 1947, на этой территории был создан провинциальный парк класса А.

## Дебаты о парковке
В 2003 совет провинции запланировал построить автостоянку для обслуживания парка. Однако это было встречено протестами природоохранных групп. В нынешнем состоянии парк посещает более миллиона человек ежегодно, для которых имеются парковки на обочинах дороги. Представители правительства утверждают, что из-за этого безопасность туристов находится под угрозой, и хотят построить новую автостоянку. Текущие планы предусматривают создание парковки площадью 5 га в полутора километрах от парка. Критики утверждают, что строительство уменьшит число посетителей парка и будет угрожать ареалу и кормовым угодьям местной популяции вапити. В мае 2004 стройка была приостановлена из-за протеста, организованного объединением природоохранных групп.